# Chelonus proteus
Chelonus proteus är en stekelart som beskrevs av Charles Joseph Gahan 1919. Chelonus proteus ingår i släktet Chelonus och familjen bracksteklar. Inga underarter finns listade i Catalogue of Life.